# Circoscrizione Pomerania
La circoscrizione Pomerania è una circoscrizione elettorale per l'elezione dei membri del Parlamento europeo spettanti alla Polonia.

## Storia
La circoscrizione venne creata dalla legge 23 gennaio 2004, senza assegnarle formalmente un nome, ma solamente un numero.

## Territorio
La circoscrizione comprende, fin dalla sua istituzione, l'intero territorio del voivodato della Pomerania.

## Risultati

### VI legislatura
| Partito                            | Partito                                                 | Risultati 13 giugno 2004 | Risultati 13 giugno 2004 | Risultati 13 giugno 2004 | Seggi | Seggi |
| Partito                            | Partito                                                 | Voti                     | %                        | ±                        | Num   | ±     |
| ---------------------------------- | ------------------------------------------------------- | ------------------------ | ------------------------ | ------------------------ | ----- | ----- |
|                                    | Piattaforma Civica                                      | 142 613                  | 36,02                    | n.d.                     | 1     | n.d.  |
|                                    | Lega delle Famiglie Polacche                            | 54 608                   | 13,79                    | n.d.                     | 0     | n.d.  |
|                                    | Diritto e Giustizia                                     | 45 973                   | 11,61                    | n.d.                     | 1     | n.d.  |
|                                    | Autodifesa della Repubblica Polacca                     | 32 750                   | 8,27                     | n.d.                     | 0     | n.d.  |
|                                    | Unione della Libertà                                    | 30 286                   | 7,65                     | n.d.                     | 0     | n.d.  |
|                                    | Alleanza della Sinistra Democratica - Unione del Lavoro | 24 390                   | 6,16                     | n.d.                     | 0     | n.d.  |
|                                    | Socialdemocrazia Polacca                                | 23 211                   | 5,86                     | n.d.                     | 0     | n.d.  |
|                                    | Comitato Elettorale Nazionale                           | 13 495                   | 3,41                     | n.d.                     | 0     | n.d.  |
|                                    | Partito Popolare Polacco                                | 10 034                   | 2,53                     | n.d.                     | 0     | n.d.  |
|                                    | Unione per la Politica Reale                            | 7 249                    | 1,83                     | n.d.                     | 0     | n.d.  |
|                                    | KPEiR-PLD                                               | 4 342                    | 1,10                     | n.d.                     | 0     | n.d.  |
|                                    | Iniziativa per la Polonia                               | 3 362                    | 0,85                     | n.d.                     | 0     | n.d.  |
|                                    | Partito Polacco del Lavoro                              | 2 044                    | 0,52                     | n.d.                     | 0     | n.d.  |
|                                    | Coalizione Civica Nazionale                             | 1 608                    | 0,41                     | n.d.                     | 0     | n.d.  |
|                                    |                                                         |                          |                          |                          |       |       |
| Iscritti                           | Iscritti                                                | 1 690 402                | 100,00                   |                          |       |       |
| ↳ Votanti (% su iscritti)          | ↳ Votanti (% su iscritti)                               | 406 296                  | 24,04                    | n.d.                     |       |       |
| ↳ Voti validi (% su votanti)       | ↳ Voti validi (% su votanti)                            | 395 965                  | 97,46                    |                          |       |       |
| ↳ Schede non valide (% su votanti) | ↳ Schede non valide (% su votanti)                      | 10 331                   | 2,54                     |                          |       |       |
| ↳ Astenuti (% su iscritti)         | ↳ Astenuti (% su iscritti)                              | 1 284 106                | 75,96                    |                          |       |       |

| Eletti | Eletti             |
| ------ | ------------------ |
|        | Janusz Lewandowski |
|        | Anna Fotyga        |

### VII legislatura
| Partito                            | Partito                                                 | Risultati 7 giugno 2009 | Risultati 7 giugno 2009 | Risultati 7 giugno 2009 | Seggi | Seggi   |
| Partito                            | Partito                                                 | Voti                    | %                       | ±                       | Num   | ±       |
| ---------------------------------- | ------------------------------------------------------- | ----------------------- | ----------------------- | ----------------------- | ----- | ------- |
|                                    | Piattaforma Civica                                      | 285 268                 | 59,14                   | 23,12                   | 2     | 1       |
|                                    | Diritto e Giustizia                                     | 105 946                 | 21,96                   | 10,35                   | 1     | Stabile |
|                                    | Alleanza della Sinistra Democratica - Unione del Lavoro | 50 427                  | 10,45                   | 4,29                    | 0     | Stabile |
|                                    | Partito Popolare Polacco                                | 13 170                  | 2,73                    | 0,20                    | 0     | Stabile |
|                                    | Destra della Repubblica                                 | 6 249                   | 1,30                    | n.d.                    | 0     | n.d.    |
|                                    | Autodifesa della Repubblica Polacca                     | 5 654                   | 1,17                    | 7,10                    | 0     | Stabile |
|                                    | Unione per la Politica Reale                            | 4 931                   | 1,02                    | 0,81                    | 0     | Stabile |
|                                    | Intesa per il Futuro - Centro-sinistra                  | 4 465                   | 0,93                    | n.d.                    | 0     | n.d.    |
|                                    | Libertas Polonia                                        | 3 676                   | 0,76                    | n.d.                    | 0     | n.d.    |
|                                    | Partito Polacco del Lavoro                              | 2 596                   | 0,54                    | 0,02                    | 0     | Stabile |
|                                    |                                                         |                         |                         |                         |       |         |
| Iscritti                           | Iscritti                                                | 1 746 095               | 100,00                  |                         |       |         |
| ↳ Votanti (% su iscritti)          | ↳ Votanti (% su iscritti)                               | 489 723                 | 28,05                   | 4,01                    |       |         |
| ↳ Voti validi (% su votanti)       | ↳ Voti validi (% su votanti)                            | 482 382                 | 98,50                   |                         |       |         |
| ↳ Schede non valide (% su votanti) | ↳ Schede non valide (% su votanti)                      | 7 341                   | 1,50                    |                         |       |         |
| ↳ Astenuti (% su iscritti)         | ↳ Astenuti (% su iscritti)                              | 1 256 372               | 71,95                   |                         |       |         |

| Eletti | Eletti             |
| ------ | ------------------ |
|        | Janusz Lewandowski |
|        | Jarosław Wałęsa    |
|        | Tadeusz Cymański   |

### VIII legislatura
| Partito                            | Partito                                                 | Risultati 25 maggio 2014 | Risultati 25 maggio 2014 | Risultati 25 maggio 2014 | Seggi | Seggi   |
| Partito                            | Partito                                                 | Voti                     | %                        | ±                        | Num   | ±       |
| ---------------------------------- | ------------------------------------------------------- | ------------------------ | ------------------------ | ------------------------ | ----- | ------- |
|                                    | Piattaforma Civica                                      | 218 962                  | 47,69                    | 11,45                    | 2     | Stabile |
|                                    | Diritto e Giustizia                                     | 117 620                  | 25,62                    | 3,66                     | 1     | Stabile |
|                                    | Alleanza della Sinistra Democratica - Unione del Lavoro | 35 164                   | 7,66                     | 2,79                     |       | n.d.    |
|                                    | Congresso della Nuova Destra                            | 30 324                   | 6,61                     | n.d.                     |       | n.d.    |
|                                    | Partito Popolare Polacco                                | 14 817                   | 3,23                     | 0,50                     |       | Stabile |
|                                    | Europa Plus - Twój Ruch                                 | 11 350                   | 2,47                     | n.d.                     |       | n.d.    |
|                                    | Polonia Solidale                                        | 11 329                   | 2,47                     | n.d.                     |       | n.d.    |
|                                    | Polonia Insieme                                         | 9 539                    | 2,08                     | n.d.                     |       | n.d.    |
|                                    | Movimento Nazionale                                     | 5 337                    | 1,16                     | n.d.                     |       | n.d.    |
|                                    | Partito Verde                                           | 2 943                    | 0,64                     | n.d.                     |       | n.d.    |
|                                    | Democrazia Diretta                                      | 1 720                    | 0,37                     | n.d.                     |       | n.d.    |
|                                    |                                                         |                          |                          |                          |       |         |
| Iscritti                           | Iscritti                                                | 1 769 312                | 100,00                   |                          |       |         |
| ↳ Votanti (% su iscritti)          | ↳ Votanti (% su iscritti)                               | 472 447                  | 26,70                    | 1,35                     |       |         |
| ↳ Voti validi (% su votanti)       | ↳ Voti validi (% su votanti)                            | 459 105                  | 97,18                    |                          |       |         |
| ↳ Schede non valide (% su votanti) | ↳ Schede non valide (% su votanti)                      | 13 342                   | 2,82                     |                          |       |         |
| ↳ Astenuti (% su iscritti)         | ↳ Astenuti (% su iscritti)                              | 1 296 865                | 73,30                    |                          |       |         |

| Eletti | Eletti             |
| ------ | ------------------ |
|        | Janusz Lewandowski |
|        | Jarosław Wałęsa    |
|        | Anna Fotyga        |

### IX legislatura
| Partito                            | Partito                            | Risultati 26 maggio 2019 | Risultati 26 maggio 2019 | Risultati 26 maggio 2019 | Seggi | Seggi   |
| Partito                            | Partito                            | Voti                     | %                        | ±                        | Num   | ±       |
| ---------------------------------- | ---------------------------------- | ------------------------ | ------------------------ | ------------------------ | ----- | ------- |
|                                    | Coalizione Europea                 | 419 182                  | 50,66                    | n.d.                     | 2     | Stabile |
|                                    | Diritto e Giustizia                | 285 740                  | 34,53                    | 8,91                     | 1     | Stabile |
|                                    | Primavera                          | 50 862                   | 6,15                     | n.d.                     | 0     | n.d.    |
|                                    | Confederazione                     | 33 188                   | 4,01                     | n.d.                     | 0     | n.d.    |
|                                    | Kukiz'15                           | 22 114                   | 2,67                     | n.d.                     | 0     | n.d.    |
|                                    | Polonia Fair Play                  | 8 425                    | 1,02                     | n.d.                     | 0     | n.d.    |
|                                    | Lewica Razem                       | 7 946                    | 0,96                     | n.d.                     | 0     | n.d.    |
|                                    |                                    |                          |                          |                          |       |         |
| Iscritti                           | Iscritti                           | 1 765 086                | 100,00                   |                          |       |         |
| ↳ Votanti (% su iscritti)          | ↳ Votanti (% su iscritti)          | 833 784                  | 47,24                    | 20,54                    |       |         |
| ↳ Voti validi (% su votanti)       | ↳ Voti validi (% su votanti)       | 827 457                  | 99,24                    |                          |       |         |
| ↳ Schede non valide (% su votanti) | ↳ Schede non valide (% su votanti) | 6 327                    | 0,76                     |                          |       |         |
| ↳ Astenuti (% su iscritti)         | ↳ Astenuti (% su iscritti)         | 931 302                  | 52,76                    |                          |       |         |

| Eletti | Eletti              |
| ------ | ------------------- |
|        | Janusz Lewandowski  |
|        | Magdalena Adamowicz |
|        | Anna Fotyga         |

### X legislatura
| Partito                            | Partito                               | Risultati 9 giugno 2024 | Risultati 9 giugno 2024 | Risultati 9 giugno 2024 | Seggi | Seggi   |
| Partito                            | Partito                               | Voti                    | %                       | ±                       | Num   | ±       |
| ---------------------------------- | ------------------------------------- | ----------------------- | ----------------------- | ----------------------- | ----- | ------- |
|                                    | Coalizione Civica                     | 379 577                 | 51,06                   | n.d.                    | 2     | n.d.    |
|                                    | Destra Unita                          | 208 676                 | 28,07                   | 6,51                    | 1     | Stabile |
|                                    | Confederazione Libertà e Indipendenza | 69 654                  | 9,37                    | 5,34                    | 0     | Stabile |
|                                    | Terza Via                             | 40 139                  | 5,40                    | n.d.                    | 0     | n.d.    |
|                                    | La Sinistra                           | 34 570                  | 4,65                    | n.d.                    | 0     | n.d.    |
|                                    | Bezpartyjni Samorządowcy              | 8 389                   | 1,13                    | n.d.                    | 0     | n.d.    |
|                                    | PolExit                               | 2 417                   | 0,33                    | n.d.                    | 0     | n.d.    |
|                                    |                                       |                         |                         |                         |       |         |
| Iscritti                           | Iscritti                              | 1 753 592               | 100,00                  |                         |       |         |
| ↳ Votanti (% su iscritti)          | ↳ Votanti (% su iscritti)             | 747 280                 | 42,61                   | 4,41                    |       |         |
| ↳ Voti validi (% su votanti)       | ↳ Voti validi (% su votanti)          | 743 422                 | 99,48                   |                         |       |         |
| ↳ Schede non valide (% su votanti) | ↳ Schede non valide (% su votanti)    | 3 858                   | 0,52                    |                         |       |         |
| ↳ Astenuti (% su iscritti)         | ↳ Astenuti (% su iscritti)            | 1 006 312               | 57,39                   |                         |       |         |

| Eletti | Eletti              |
| ------ | ------------------- |
|        | Janusz Lewandowski  |
|        | Magdalena Adamowicz |
|        | Piotr Müller        |